# Dzień bałwana
Dzień bałwana (ang. Snow Day, 2000) – amerykański film familijny wyprodukowany przez Paramount Pictures i Nickelodeon Movies.

## Opis fabuły
Wskutek wyjątkowo obfitych opadów śniegu władze Syracuse zamykają szkoły. Piętnastoletni Hal (Mark Webber) i jego siostra Natalie (Zena Grey) są zachwyceni. Tymczasem ich ojciec, meteorolog i prezenter telewizyjny Tom (Chevy Chase), musi przygotować sensacyjny materiał. Zaś jego żona Laura (Jean Smart) nie może dotrzeć na podpisanie ważnej umowy.

## Obsada
- Chris Elliott – Roger Stubblefield
- Mark Webber – Hal Brandston
- Jean Smart – Laura Brandston
- Schuyler Fisk – Lane Leonard
- Iggy Pop – Pan Zellweger
- Pam Grier – Tina
- John Schneider – Chad Symmonz
- Chevy Chase – Tom Brandston
- Zena Grey – Natalie "Nats" Brandston
- Josh Peck – Wayne Alworth
- Jade Yorker – Chet Felker
- Damian Young – Dyrektor Weaver
- Connor Matheus – Randall Todd "Randy" Brandston
- J. Adam Brown – Bill Korn
- Emmanuelle Chriqui – Claire Bonner
- David Paetkau – Chuck Wheeler
- Kea Wong – Paula
- Carly Pope – Fawn
- Tom Paleniuk – Listonosz
- Rozonda Thomas – Mona